# 狩野秀頼

「高雄観風図」 東京国立博物館蔵 国宝

狩野 秀頼（かのう ひでより、生没年不詳）は、16世紀日本の室町時代から安土桃山時代にかけて活躍した狩野派の絵師。狩野元信の次男、あるいはその子供。現在は「ひでより」と呼ばれるが、当時は「すえより」または「すへより」と呼んだようだ。
近世初期風俗画の最も早い時期の名品「高雄観楓図屏風」の作者として知られる。

## 略伝
「秀頼」印を捺す作品が幾つか残っているが、その人物像については謎が多い。狩野元信の次男「乗信秀頼」のことで、元信に先立って死去したという説（『本朝画史』附冊の「本朝画印」）と、元信の孫で乗真の子「真笑秀政」と同一人物とする説（『弁玉集』『丹青若木集』『画工便覧』『画工譜略』）がある。どちらが正しいか決めがたいが、「神馬図額」には、永禄12年（1569年）の年紀があり、元信没後も活躍したことがわかる。この図額には「狩野治部少輔」と署名しているが、これと同年狩野松栄が厳島神社に奉納した絵馬で名乗った民部丞を官位相当表で比べると、前者が従五位下、後者が従六位下または正六位下で松栄より高位なことから、近年元信次男とし、元信の死後も生存していたとする説が強まっている。
1534年（天文3年）東寺絵所で15世紀末から代々絵仏師を務めていた本郷家に養子となり、その職務を継いだ。しかし、1546年（天文15年）12月に未だ幼少の息子・千千代丸に早くも絵仏師職を譲っている。こうした不可解な行動には、父・元信の意向が強く現れていると考えられる。秀頼が養子入りした当時、狩野家は元信をはじめ、元信の弟・之信、元信長男・宗信、元信三男・松栄と男子に不足なく、秀頼を養子に出す余裕もあった。ところが、之信と後継者の宗信を相次いで亡くて一門は若年の松栄のみ残った上に、元信には大坂・石山本願寺における障壁画制作という大仕事が控えていた。そこで元信は、自身や未だ経験不足の松栄を補佐するために、千千代丸に家督を譲って秀頼を隠居とすることで、狩野本家に呼び戻そうとしたと考えられる。しかし、こうした狩野家本位のこの行動には本郷家や東寺側から反発があったらしく、紆余曲折あったのち、結局千千代丸は東寺絵仏師を継げなかった。
『言継卿記』天正4年8月17日条に「狩野治部入道」が座敷の絵を描いたとあり、この頃には剃髪していたようだ。「本朝画印」には扇絵が多く、画風は元信に似ていたという。『画工譜略』の「狩野画家之系図」では、信正秀頼の行年を61歳としている。

## 現存作
| 作品名         | 技法     | 形状・員数 | 寸法（縦x横cm）                                 | 所有者                                                         | 年代                           | 落款・印章 | 備考       |
| -------------- | -------- | ---------- | ----------------------------------------------- | -------------------------------------------------------------- | ------------------------------ | ---------- | ---------- |
| 酔李白図       | 紙本著色 | 1幅        | 94.8x31.6                                       | 板橋区立美術館                                                 | 1567年（永禄10年）以前         |            | 惟高妙安賛 |
| 神馬図額       |          | 絵馬2面    |                                                 | 賀茂神社（島根県邑智郡邑南町、島根県立古代出雲歴史博物館寄託） | 1569年（永禄12年8月）          |            | 重要文化財 |
| 高雄観楓図屏風 | 紙本著色 | 六曲一隻   | 150.2x365.5                                     | 東京国立博物館                                                 | 16世紀後半永禄年間から天正初期 |            | 国宝       |
| 四季山水図     | 紙本墨画 | 3幅        | 夏景：63.9x35.7/秋景：64.0x36.2/冬景：64.0x36.1 | クリーブランド美術館                                           | 室町から安土桃山時代           |            |            |

## 秀頼の画系
乗信秀頼 - 真笑秀政 - 了承秀之（1536-1617年） - 元俊秀信（1588-1672年） - 春雪信之（1614-91年）と続く。元俊秀信は慶長年間に徳川家康に御目見えし、御用絵師表絵師山下家（所在地不明）を立てる。信之の嫡男・梅栄知信（1642-1700年）は、病身のため弟・春笑亮信（1646-1715年）に家督を譲り、自身は明和3年（1657年）に御目見得し深川水場家（現在の江東区平野1丁目から三好1丁目付近）を別家し、両家は幕末まで続いた。
信之の門人・春湖元珍（?-1726年）も稲荷橋家を起こすが、春湖の子春賀理信（?-1791年）は寛延3年（1750年）日光東照宮修理の際、宮川長春一門と刃傷事件を起こして断絶した。

## 参考資料
- 辻惟雄 「狩野秀頼」（所収:『戦国時代狩野派の研究 狩野元信を中心として』 吉川弘文館、1994年 ISBN 978-4-642-07316-5。2011年に新装版、ISBN 978-4-642-07913-6）
- 鈴木廣之 『絵は語る8 狩野秀頼筆 高雄観楓図 ─記憶のかたち』 平凡社、1994年、ISBN 4-582-29518-5
- 宮島新一『宮廷画壇史の研究』 至文堂、1996年、ISBN 4-7843-0167-4。第５章第１節
- 安村敏信 『もっと知りたい狩野派 探幽と江戸狩野派』 東京美術〈アートビギナーズ・コレクション〉、2006年、ISBN 978-4-8087-0815-3
- 馬渕美帆 「狩野秀頼筆《高雄観楓図》研究」（『絵画を用い、絵を創る─日本絵画における先行図用の利用』ブリュッケ、2011年、所収、ISBN 978-4-434-15485-0）
- 佐藤康宏 「高雄観楓図論」（初出は東京大学大学院人文社会系研究科・文学部美術史研究室 『美術史論叢』 16号、1999年。『絵は語り始めるだろうか』羽鳥書店、2018年、所収、ISBN 978-4-904702-72-7）

論文
- 松木寛 「狩野秀頼の伝記をめぐって」『古美術』97号、1991年
- 松木寛 「狩野家の異変・天文十四年 ─元信と三人の息子たち─」『聚美』Vol.10、聚美社、2014年1月、pp.80-89、ISBN 978-4-88546-272-6